# Axel Seiersen & Co
Axel Seiersen & Co var ett svenskt förpackningsföretag grundat av Axel Seiersen.
Företaget tillverkade kapslar om omslag för cigaretter och kanisterpåsar med firmanamn för kaffeblandningar i förhyrda lokaler vid Östergatan i Malmö. Företaget övertogs sedermera av Ruben Rausing och Erik Åkerlund och blev Åkerlund & Rausing. Tetra Pak grundades som dotterbolag till Åkerlund & Rausing.